# Victoria (Brăila)
Victoria is een Roemeense gemeente in het district Brăila.
Victoria telt 3965 inwoners.